# Franciscus Cornelis Donders
Franciscus Cornelis Donders (Tilburg, 1818. május 27. – Utrecht, 1889. március 24.) holland szemész, fiziológus.

## Életútja
Doktorrá avatása után mint «Lector anatoumiae et physiologiae» az utrechti katonaorvosi iskolában működött 1848-ig, amikor az utrechti orvosi egyetemre hívták meg ugyanezen tárgyak rendkívüli tanárának. Már ezen állásában is magára vonta a figyelmet a szem fiziológiáját és kórtanát tárgyaló cikkeivel, de nagyobb működést ez irányban csak 1852-ben történt rendes tanárrá való kineveztetése után fejtett ki. 1862-ben Schröder Van der Kolk halálával megüresedvén a fiziológiának rendes tanszéke, erre Donders-t nevezték ki, ahol a 3 évvel később berendezett fiziológiai laboratóriumban folytatta hasznos működését. A szemészeti fiziológia terén korszakalkotó nevet hagyott hátra az alkalmazkodási, a fénytörési rendellenességek stb. leírásával.

## Nagyobb művei
- Physiologie des Menschen;
- Astigmadisme en cilindrische glazen;
- Refractionsanomalien, oorzaken van strabismus;
- The anomalies of refraction and accomodation;
- De l’action des mydriatiques et des myotiques;
- Ueber Farbensysteme.